# Moldejazz
Molde International Jazz Festival (MIJF), eller Moldejazz, grundad 1961, är en jazzfestival i Molde, Norge, som äger rum varje år vecka 29. Moldejazz är en av Europas äldsta jazzfestivaler.

## Festivalgeneraler (i urval)

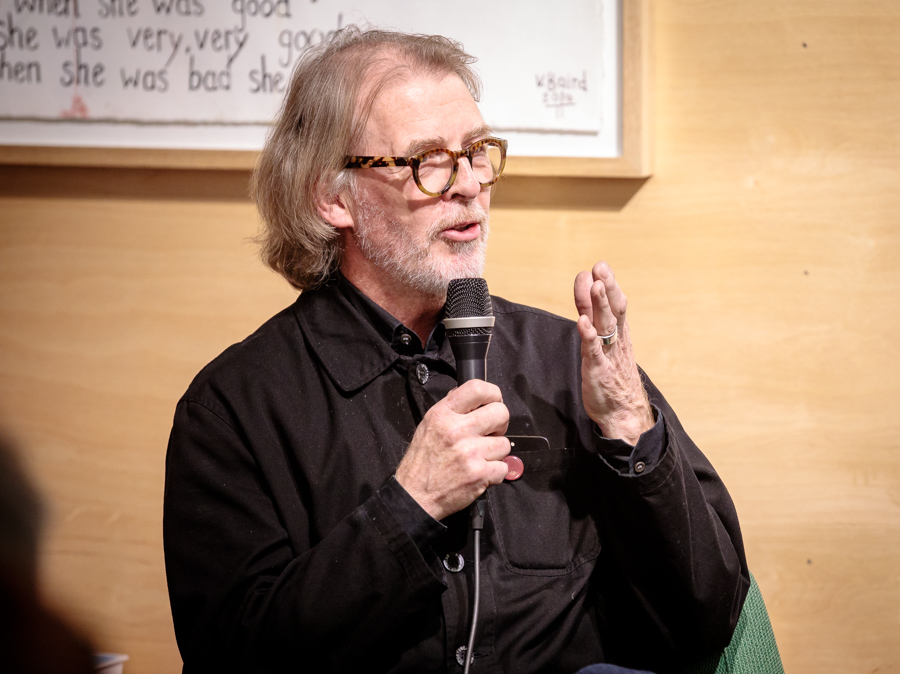
Jan Ole Otnæs 2017. Otnæs var festivalgeneral för Moldejazz 2001–2013.

- 1994– 2001 – Thorstein Granly
- 2001– 2013 – Jan Ole Otnæs
- 2014 – Anders Eriksson
- 2015–2020 – Hans-Olav Solli
- 2021–2022 – Mariann Bjørnelv
- 2023– – Endre Volden

## Utmärkelser

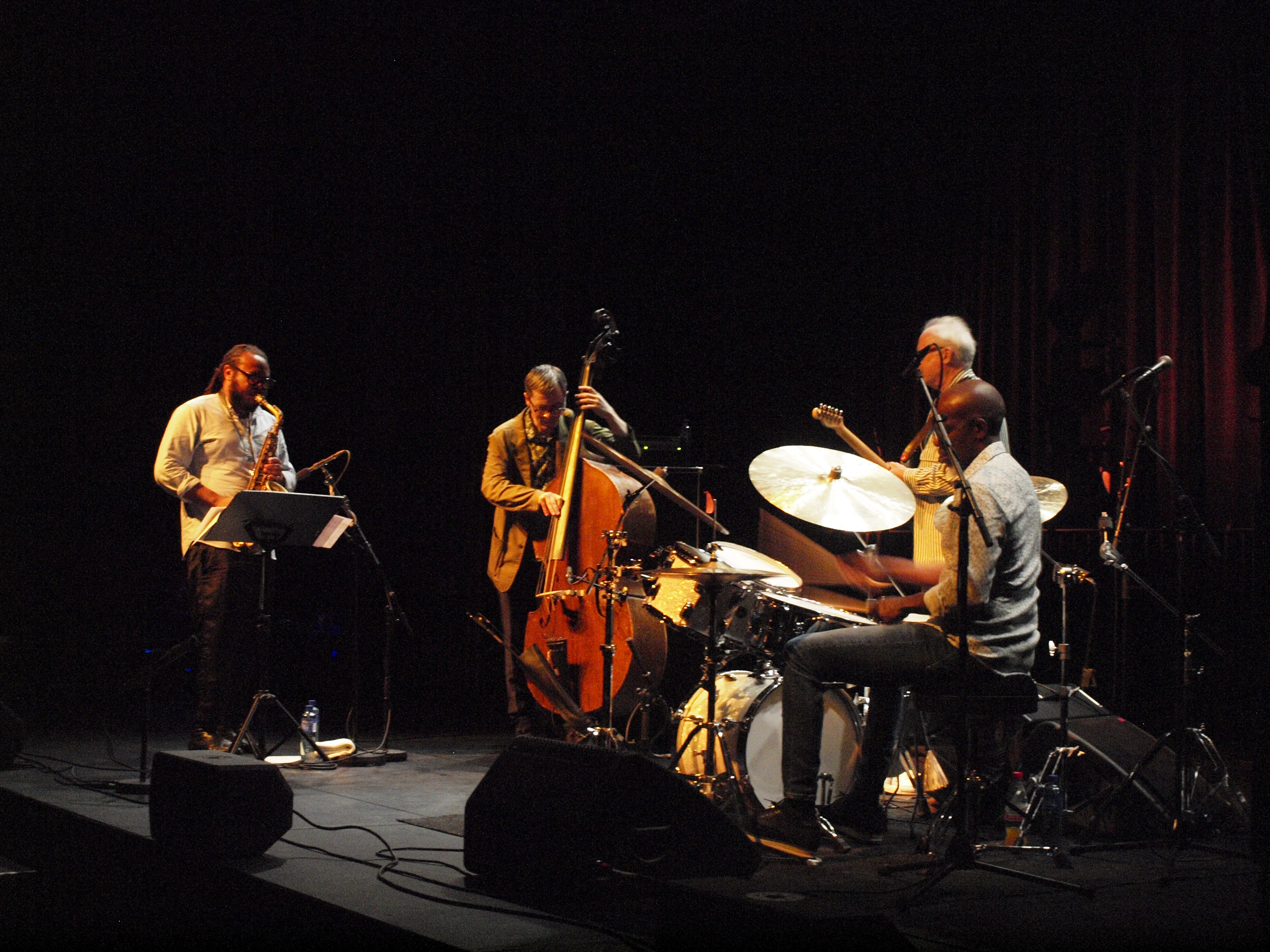
Bill Frisell Trio och Immanuel Wilkins på Moldejazz 2024.

I samband med festivalen har flera olika utmärkelser delats ut genom åren. Bland dessa kan Buddyprisen (1961–1972) och Molderosen (sedan 1967) nämnas.

## Uppmärksamhet

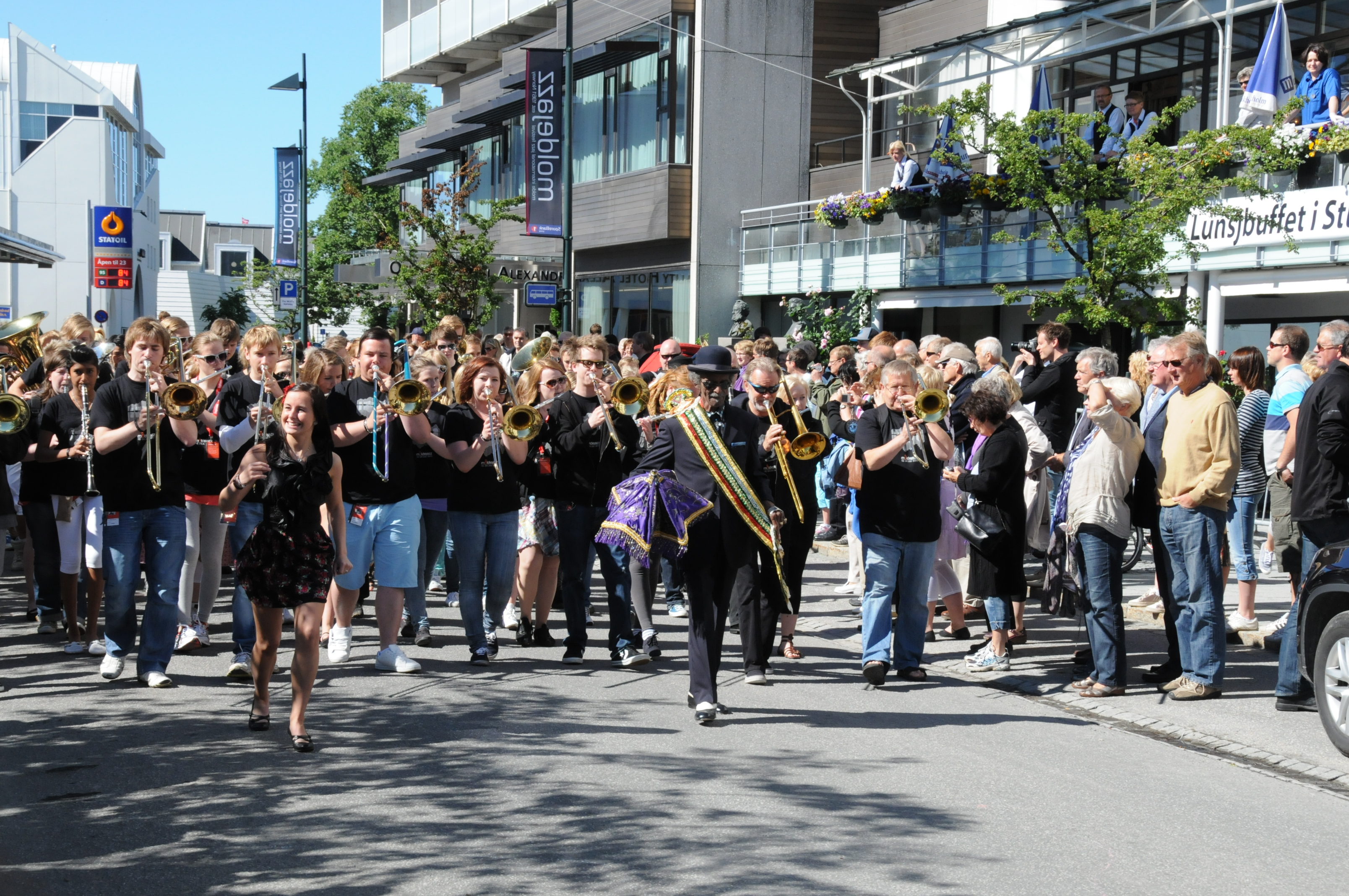
Jazzparaden med bland andra Lionel Batiste och Erling Wicklund på Moldejazz 2010.

Förutom 1964 har NRK sänt alla festivaler i radio. Festivalen är även omskriven i flera böcker, däribland Arild Steens Molde jazz (1972), Terje Mosnes Jazz i Molde (1981), Øyvind Aasgårds Stort miljø i liten by (2003), och Jan Husebys På jazzspor og sidespor i Molde med omland (2009), samt Terje Mosnes och Vidar Ruuds Ut av det blå – 50 år med jazz i Molde (2010).